# العلاقات القبرصية الموريشيوسية
العلاقات القبرصية الموريشيوسية هي العلاقات الثنائية التي تجمع بين قبرص وموريشيوس.

## مقارنة بين البلدين
هذه مقارنة عامة ومرجعية للدولتين:
| وجه المقارنة                                              | قبرص                                                                 | موريشيوس                 |
| --------------------------------------------------------- | -------------------------------------------------------------------- | ------------------------ |
| المساحة (كم2)                                             | 9.24 ألف                                                             | 2.04 ألف                 |
| عدد السكان (نسمة)                                         | 1.14 مليون                                                           | 1.26 مليون               |
| الكثافة السكانية (ن./كم²)                                 | 123.38                                                               | 617.65                   |
| العاصمة                                                   | نيقوسيا                                                              | بورت لويس                |
| اللغة الرسمية                                             | اليونانية الحديثة، اللغة التركية، لغة يونانية                        | لغة إنجليزية، لغة فرنسية |
| العملة                                                    | يورو، جنيه قبرصي                                                     | روبي موريشي              |
| الناتج المحلي الإجمالي (بليون دولار)                      | 21.65 مليار                                                          | 13.34 مليار              |
| الناتج المحلي الإجمالي (تعادل القوة الشرائية) بليون دولار | 26.73 مليار                                                          | 25.36 مليار              |
| الناتج المحلي الإجمالي الاسمي للفرد دولار أمريكي          | 23.24 ألف                                                            | 9.25 ألف                 |
| الناتج المحلي الإجمالي للفرد دولار أمريكي                 | 30.24 ألف                                                            | 18.59 ألف                |
| مؤشر التنمية البشرية                                      | 0.850                                                                | 0.777                    |
| رمز المكالمات الدولي                                      | +357                                                                 | +230                     |
| رمز الإنترنت                                              | .cy                                                                  | .mu                      |
| المنطقة الزمنية                                           | ت ع م+02:00، ت ع م+03:00، توقيت شرق أوروبا، توقيت شرق أوروبا الصيفي ‏ | ت ع م+04:00              |

## منظمات دولية مشتركة
يشترك البلدان في عضوية مجموعة من المنظمات الدولية، منها:
| علم المنظمة | اسم المنظمة                               | تاريخ انضمام قبرص | تاريخ انضمام موريشيوس |
| ----------- | ----------------------------------------- | ----------------- | --------------------- |
|             | مؤسسة التنمية الدولية                     | 2 مارس 1962       | 23 سبتمبر 1968        |
|             | المنظمة الهيدروغرافية الدولية             | ?                 | ?                     |
|             | يونسكو                                    | 6 فبراير 1961     | 25 أكتوبر 1968        |
|             | مؤسسة التمويل الدولية                     | 2 مارس 1962       | 23 سبتمبر 1968        |
|             | منظمة حظر الأسلحة الكيميائية              | ?                 | ?                     |
|             | الأمم المتحدة                             | 20 سبتمبر 1960    | 24 أبريل 1968         |
|             | الاتحاد الدولي للاتصالات                  | 24 أبريل 1961     | 30 أغسطس 1969         |
|             | منظمة الشرطة الجنائية الدولية             | ?                 | ?                     |
|             | البنك الدولي للإنشاء والتعمير             | 21 ديسمبر 1961    | 23 سبتمبر 1968        |
|             | الاتحاد البريدي العالمي                   | ?                 | ?                     |
|             | المركز الدولي لتسوية المنازعات الاستشارية | 25 ديسمبر 1966    | 2 يوليو 1969          |
|             | وكالة ضمان الاستثمار متعدد الأطراف        | 12 أبريل 1988     | 28 ديسمبر 1990        |
|             | منظمة التجارة العالمية                    | ?                 | ?                     |
|             | الفريق المعني برصد الأرض                  | ?                 | ?                     |
|             | دول الكومنولث                             | ?                 | ?                     |

## وصلات خارجية
- موقع وزارة الخارجية القبرصية